# Olympische Jugend-Winterspiele 2024/Teilnehmer (Mexiko)
| Gelbes Symbol für Goldmedaillen mit stilisierten Olympischen Ringen | Graues Symbol für Silbermedaillen mit stilisierten Olympischen Ringen | Braundes Symbol für Bronzemedaillen mit stilisierten Olympischen Ringen |
| ------------------------------------------------------------------- | --------------------------------------------------------------------- | ----------------------------------------------------------------------- |
| —                                                                   | —                                                                     | —                                                                       |

Mexiko nahm an den Olympischen Jugend-Winterspielen 2024 in der südkoreanischen Provinz Gangwon mit 13 Athletinnen teil.

## Teilnehmer nach Sportart

### Eishockey
| Wettbewerb             | 3×3 Frauen |
| ---------------------- | --- |
| Athleten               | Ana Sofía Soto Borja Ariadna Lorenzana Guerrero Constanza del Río Ayala Diana Pérez García Jade Garduño Bureos Natalia Salinas Romero Natalia Molinar Morosli Rebeca Andrade Castro Sofía Hernández Arreguín Sofia Valentina Labastida Martínez Tululy Hernández García Yaretzi García Olguín Camila de la Fuente Vélez |
| Vorrunde               | Ungarn (0:17) Niederlande (9:2) Südkorea (0:7) Italien (3:11) Australien (4:5) China (1:20) Türkei (1:9) |
| Halbfinale             | ausgeschieden |
| Finale/Spiel um Bronze | ausgeschieden |
| Rang                   | 7 |